# Buzan (fiume)
Il Buzan (in russo Бузан?) è un dei maggiori rami deltizi del Volga. Scorre nei rajon Narimanovskij, Krasnojarskij e Volodarskij dell'oblast' di Astrachan' (Russia europea).

## Descrizione
Il Buzan si separa dal canale principale del Volga 46 km a nord di Astrachan', di fronte alla città di Narimanov. Scorre in direzione sud-est. Presso Krasnyj Jar, a 67 km dalla foce, si unisce all'Achtuba e attraversa le pianure paludose del delta del Volga; sfocia nel Mar Caspio, diviso in 7 canali. La sua lunghezza è di 102 km.